# Paint Drying
Paint Drying är en brittisk film från 2016, regisserad av Charlie Lyne, och gjord för biografvisning. Filmen är tio timmar och sju minuter lång, och visar en vägg med färg som torkar. Den skapades av Charlie Lyne som en protest mot brittiska filmgranskningen och filmcensuren. Poängen var att det tvingade brittiska filmgranskningsorganet, British Board of Film Classification, att se hela filmen så att de kunde ge den korrekt åldersrekommendation och klassificering. Syftet var att protestera mot filmcensur och den extra kostnad som åläggs filmskapare för granskningsprocessen, som han menade särskilt drabbar smalare och oberoende filmskapare.